# 2022年世界陸上競技選手権大会セントクリストファー・ネイビス選手団
2022年世界陸上競技選手権大会セントクリストファー・ネイビス選手団は、2022年7月15日から7月24日までアメリカ合衆国のユージーンで開催された第18回世界陸上競技選手権大会のセントクリストファー・ネイビス選手団。

## 選手団
- 人員: 選手 1人

## 選手名簿・結果
| 選手             | 種目     | 予選   | 予選       | 準決勝   | 準決勝   | 決勝     | 決勝     |
| 選手             | 種目     | 結果   | 順位       | 結果     | 順位     | 結果     | 順位     |
| ---------------- | -------- | ------ | ---------- | -------- | -------- | -------- | -------- |
| アミヤ・クラーク | 女子100m | 11秒98 | 44位 (7着) | 予選敗退 | 予選敗退 | 予選敗退 | 予選敗退 |